# Sliema
Sliema (malt. Sliema, Tas-Sliema) je značajno naselje na Malti. Sliema je istovremeno i jedna od 68 općina u državi.
Naselje Sliema se smjestilo na sjevernoj obali otoka Malta i udaljeno je od glavnog grada Vallette 7 kilometara zapadno. Naselje se razvilo na zapadnoj strani Velike luke, najvažnijeg zaljeva na otoku, na omanjem poluotoku. Područje grada je vrlo malo - 1,3 km², s nagnutim terenom (0-35 m nadmorske visine).
Područje Slieme bilo je naseljeno još u vrijeme prapovijesti i bilo je aktivno u starom i srednjem vijeku, ali nije imalo veći značaj do 16. stoljeća. Današnje naselje vuče korijene od velike opsade Turaka 1565. godine, kada je prostor grada bio poprište borbe između dvije strane. Poslije toga vladari Malte, Vitezovi svetog Ivana izgradili su na ovom mjestu naselje, koje će se naročito razviti u 19. stoljeću, u vrijeme britanske vladavine. Sliema je vrlo stradala od nacističkih bombardiranja u Drugom svjetskom ratu, ali je poslije toga obnovljena.
Stanovništvo Slieme je po procjenama iz 2008. godine imalo nešto preko 15,2 tisuća stanovnika, od čega je značajan broj ljudi sa Zapada, nekadašnjih turista.
Sliema je uz najčuveniji, a susjedni gradić St. Julian's središte turizma na Malti. Grad ima 3 kilomatra dugu obalu s brojnim zgradama i palačama iz vremena britanske vladavine.

## Galerija slika
- Pogled na Sliemu preko zaljeva
- Obala u Sliemi
- Stare kuće iz britanskog vremena
- Bogorodičina crkva u gradskoj luci